# رودولف بولتمان
رودولف كارل بولتمان (بالألمانية: Rudolf Bultmann)
(ولد في 20 أغسطس 1884 – توفي 30 يوليو 1976) لاهوتي ألماني من خلفية لوثرية كان أستاذ دراسات العهد الجديد لثلاثة عقود في جامعة ماربورغ. قام بفصل كامل تقريبا بين التاريخ وبين الإيمان وكتب أن صلب المسيح فقط يكفي للإيمان المسيحي.
درس اللاهوت في جامعة توبنغن ثم في جامعة برلين وجامعة ماربورغ وحصل منها على درجة جامعية في 1910. وبعد سنتين تقدم إلى شهادة المهارة (بعد الدكتوراة) وأصبح محاضرا في علم العهد الجديد في ماربورغ. بقي في ماربورغ حتى استقالته في 1951.
يعد كتابه (تاريخ التقليد لإزائي-History of the Synoptic Tradition) أداة أساسية في البحث الإنجيلي حتى للعلماء الذين يرفضون تحليلاته عن القطع الروائية التي ألفت منها الأناجيل والمبادئ التاريخية التوجه المسماة النقد الشكلي التي كان رودولف أكثر شارحيها تأثيرا:
"هدف النقد الشكلي تحديد الشكل الأصلي لقطعة روائية أو قول أو مثل ربيّ. في العملية نتعلم تمييز الإضافات والأشكال الثانوية، وهذا يقود لنتائج هامة عن تاريخ العرف."
طبق في 1941 النقد الشكلي على إنجيل يوحنا وميز وجود إنجيل آيات ضائع اعتمد عليه يوحنا فقط من بين الإنجيليين. وكان ذلك إنجازا في البحث عن يسوع التاريخي. وقام في تلك السنة بمحاضرة باسم New Testament and Mythology: The Problem of) (Demythologizing the New Testament Message دعت الشراح لترك اللاهوت التقليدي. اعتمدت الدروس على لغة الأساطير لكن لم تستثن بل شرحت من أجل فهمها في العصر. لكنه تمادى في النقد الشكلي حتى وضع أسئلة خطيرة على القيمة التاريخية للأناجيل.
كان متأثرا بفيلسوف الألماني مارتين هيدغر في هرمنوطيغيا الكتاب المقدس، وطرح نظرية النزع الأسطوري على هذا الاساس.
انتقد الاشتراكية الوطنية وتكلم ضد سوء معاملة اليهود والتطرفات الوطنية وطرد رجال الدين غير الآريين من الكنيسة .

## روابط خارجية
- رودولف بولتمان على موقع الموسوعة البريطانية (الإنجليزية)
- رودولف بولتمان على موقع مونزينجر (الألمانية)